# Cheirostylis
Cheirostylis – rodzaj roślin z rodziny storczykowatych (Orchidaceae Juss.). Obejmuje 60 gatunków występujących naturalnie w Afryce Południowej, na wyspach Oceanu Indyjskiego, w Azji Południowej, Południowo-Wschodniej i Wschodniej, Australii oraz Oceanii.

## Rozmieszczenie geograficzne
Przedstawiciele rodzaju rosną naturalnie w Republice Południowej Afryki, na Madagaskarze, Maskarenach, Komorach, Sri Lance, w Indiach, Bhutanie, Japonii, Chińskiej Republice Ludowej, Republice Chińskiej, Mjanmie, Tajlandii, Wietnamie, na Filipinach, w Malezji, Indonezji, na Karolinach, w Papui-Nowej Gwinei, Australii, Vanuatu oraz na Nowej Kaledonii.

## Biologia i ekologia
Przedstawiciele rodzaju Cheirostylis rosną w ziemi na dnie lasu, w próchnicy, wśród mchów, w obniżeniach terenu, na gołych lub omszałych skałach lub jako epifity na omszałych gałęziach drzew. Występują one w nizinnych lasach i obszarach przybrzeżnych, ale częściej rośliny te spotykane są w górskich lasach do 2500 m n.p.m.

## Systematyka
Pozycja systematyczna według Angiosperm Phylogeny Website (aktualizowany system APG III z 2009)
Rodzaj sklasyfikowany do podplemienia Goodyerinae w plemieniu Cranichideae, podrodzina storczykowe (Orchidoideae), rodzina storczykowate (Orchidaceae), rząd szparagowce (Asparagales) w obrębie roślin jednoliściennych. 
Wykaz gatunków
- Cheirostylis acuminata Zhi L.Liu & Q.Liu
- Cheirostylis barbata Q.Liu & X.F.Wu
- Cheirostylis bidentata J.J.Sm.
- Cheirostylis bipunctata Aver.
- Cheirostylis boryi (Rchb.f.) Hermans & P.J.Cribb
- Cheirostylis calcarata X.H.Jin & S.C.Chen
- Cheirostylis celebensis P.O'Byrne & J.J.Verm.
- Cheirostylis chinensis Rolfe
- Cheirostylis chuxiongensis J.D.Ya
- Cheirostylis clibborndyeri S.Y.Hu & Barretto
- Cheirostylis cochinchinensis Blume
- Cheirostylis cristata Aver.
- Cheirostylis dendrophila Schltr.
- Cheirostylis divina (Guinea) Summerh.
- Cheirostylis filipetala Aver.
- Cheirostylis flabellata (A.Rich.) Wight
- Cheirostylis foliosa Aver.
- Cheirostylis glandulifera (Aver.) J.M.H.Shaw
- Cheirostylis glandulosa Aver.
- Cheirostylis goldschmidtiana Schltr.
- Cheirostylis grandiflora Blume
- Cheirostylis griffithii Lindl.
- Cheirostylis gunnarii A.N.Rao
- Cheirostylis jamesleungii S.Y.Hu & Barretto
- Cheirostylis javanica J.J.Sm.
- Cheirostylis kabaenae Ormerod
- Cheirostylis latipetala Aver. & Averyanova
- Cheirostylis lepida (Rchb.f.) Rolfe
- Cheirostylis liukiuensis Masam.
- Cheirostylis malipoensis X.H.Jin & S.C.Chen
- Cheirostylis marmorifolia Aver.
- Cheirostylis merrillii (Ames & Quisumb.) Ormerod
- Cheirostylis moniliformis (Griff.) Seidenf.
- Cheirostylis montana Blume
- Cheirostylis monteiroi S.Y.Hu & Barretto
- Cheirostylis nantouensis T.P.Lin
- Cheirostylis notialis D.L.Jones
- Cheirostylis nuda (Thouars) Ormerod
- Cheirostylis octodactyla Ames
- Cheirostylis orobanchoides (F.Muell.) D.L.Jones & M.A.Clem.
- Cheirostylis ovata (F.M.Bailey) Schltr.
- Cheirostylis parvifolia Lindl.
- Cheirostylis pingbianensis K.Y.Lang
- Cheirostylis pubescens C.S.P.Parish & Rchb.f.
- Cheirostylis pusilla Lindl.
- Cheirostylis raymundii Schltr.
- Cheirostylis serpens Aver.
- Cheirostylis sessanica A.N.Rao
- Cheirostylis sherriffii N.Pearce & P.J.Cribb
- Cheirostylis spathulata J.J.Sm.
- Cheirostylis tabiyahanensis (Hayata) N.Pearce & P.J.Cribb
- Cheirostylis takeoi (Hayata) Schltr.
- Cheirostylis thailandica Seidenf.
- Cheirostylis thanmoiensis (Gagnep.) Ormerod
- Cheirostylis tippica A.N.Rao
- Cheirostylis tortilacinia C.S.Leou
- Cheirostylis wenshanensis J.B.Chen, L.J.Chen & W.H.Rao
- Cheirostylis yei J.D.Ya, Z.D.Han & H.Jiang
- Cheirostylis yunnanensis Rolfe

## Zastosowanie
Rośliny z tego rodzaju bywają uprawiane w płytkich doniczkach z glebą lub na skałach z mchami zapobiegającymi wysuszaniu.